# نمر القمر (رواية)
نمر القمر (بالإنجليزية: Moon Tiger)‏ هي رواية للكاتبة البريطانية بينيلوب ليفلي، نشرت عام 1987، عن دار نشر أندريه ديوتش.

## القصة
تدور الرواية خلال وبعد الحرب العالمية الثانية. وفازت الرواية بجائزة بوكر عام 1987. وكتبت في أكثر من وجهة نظر، وتنقلت في الزمن إلى الخلف والأمام. وتبدأ القصة بامرأة تقرر على فراش الموت، أن تكتب تاريخ العالم في شكل قصة حب وزنى محارم ورغبة، لكي تبدو كامرأة متحررة التفكير في هذا العصر. 